# 卡捷里尼夫卡 (波克羅夫西克區)
48°0′35″N 36°7′56″E / 48.00972°N 36.13222°E
卡捷里尼夫卡（烏克蘭語：Катеринівка），是烏克蘭的村落，位於該國中部第聶伯羅彼得羅夫斯克州，由波克羅夫西克區負責管轄，處於沃夫恰河左岸，分別距離扎里奇涅2公里和斯塔羅卡西亞尼夫西克4公里，始建於1820年，面積3.8平方公里，海拔高度82米，2001年人口1,317。